# Thun-Saint-Martin
Thun-Saint-Martin är en kommun i departementet Nord i regionen Hauts-de-France i norra Frankrike. Kommunen ligger i kantonen Cambrai-Est som tillhör arrondissementet Cambrai. År 2022 hade Thun-Saint-Martin 542 invånare.

## Befolkningsutveckling
Antalet invånare i kommunen Thun-Saint-Martin
| Referens: INSEE |